# Jacques Le Bourgeois du Cherray
Jacques Le Bourgeois du Cherray est un homme politique français né le 7 janvier 1767 à Verdun (Trois-Évêchés) et décédé le 25 décembre 1827 à Cattenom (Moselle).
Propriétaire terrien, il est député de la Moselle de 1816 à 1818 et de 1820 à 1823, siégeant à droite, dans la majorité soutenant les gouvernements de la Restauration.

## Sources
- « Jacques Le Bourgeois du Cherray », dans Adolphe Robert et Gaston Cougny, Dictionnaire des parlementaires français, Edgar Bourloton, 1889-1891 [détail de l’édition]